# Zweite Schlacht bei Cholet
Die Zweite Schlacht bei Cholet fand am 17. Oktober 1793 während des Aufstandes der Vendée statt. Sie endete mit einem Sieg der republikanischen Truppen. Es war die größte Schlacht des ganzen Konflikts – in ihr waren etwa 66.000 Personen beteiligt.

## Vorgeschichte
Am Morgen des 15. Oktober 1793 war die Armée catholique et royale de Vendée in der Schlacht bei La Tremblaye geschlagen worden. Ohne Munition und ohne Geschütze musste sie Cholet räumen und sich nach Beaupréau zurückziehen. Die republikanische Vorhut unter dem Général Michel de Beaupuy erreichte Cholet von Süden, durchquerte den Ort und bezog im Norden Position. Kleber ließ den Rest der Truppen aufmarschieren und positionierte dann die Divisionen von Beaupuy und Nicolas Haxo an der linken Seite des Schlösschens von La Treille und die von Général Louis Antoine Vimeux rechts vom Schloss Bois-Grolleau. Währenddessen besetzte François-Séverin Marceau-Desgraviers zusammen mit Général Marc Amand Élisée Scherb das Zentrum vor la Papinière, wo das Gelände an günstigsten war.
Kléber berichtete dann über die Situation an Jean Léchelle, den Oberbefehlshaber der Armée de l’Ouest, der die Situation lediglich genehmigte. Da Léchelles militärische Kompetenz gleich Null war, hatten die meisten Repräsentanten zugestimmt, Kléber informell das Kommando zu übertragen.
Am Abend trafen die Kommissare Pierre Bourbotte, René-Pierre Choudieu, Joseph-Pierre-Marie Fayau und Antoine Dubois de Bellegarde ein, die mit den bereits anwesenden Antoine Merlin de Thionville, Jean-Baptiste Carrier und Louis Turreau die Zahl der in Cholet anwesenden Représentant en mission zusätzlich auf sieben erhöhten. Die republikanischen Streitkräfte warteten noch immer darauf, die 10.000 Mann des Generals Alexis Chalbos zu verstärken, bevor sie weiter nach Norden und Beaupréau vorstießen; letztere erschienen schließlich in der Nacht.

## Strategie der Republikanischen Armee
Am Morgen des 17. Oktober trafen sich die republikanischen Generäle zu einem Kriegsrat. Kléber schlug vor, das Heer in drei Kolonnen zu teilen und auf Saint-Florent-le-Vieil, Gesté und Beaupréau zu marschieren, um das Heer der Vendée einzuschließen und es von der Loire und der Straße nach Nantes abzuschneiden. Der Plan wurde von den Generälen der Armée de Mayence, Marceau und dem Représentant en mission Merlin de Thionville befürwortet, mehrere andere Offiziere, insbesondere Chalbos, lehnten ihn jedoch ab. Letzterer dachte, seine Truppen seien zu müde und die anderen Offiziere wollten die Armee nicht aufteilen. Klebérs Plan wurde abgelehnt und der Rat entschied sich schließlich für einen konzentrierten Marsch auf Beaupréau.

## Strategie der Armée catholique et royale
In Beaupréau hielt der Generalstab der Vendée-Armee am 16. Oktober mittags einen Kriegsrat ab, der zeigte, dass man hier ebenso gespalten war. Charles Artus de Bonchamps schlug vor, das Département Loire  an die Bretonen seiner Division zu übergeben, um die Sicherheit der Bretagne zu erhöhen, und um Verstärkung zu erhalten. Antoine-Philippe de La Trémoïlle, Charles Marie de Beaumont d’Autichamp und Guy Joseph de Donnissan wollten mit der ganzen Armee über die Loire übersetzen. Auf der anderen Seite weigerten sich der Oberkommandierende Maurice Gigost d’Elbée, Henri de La Rochejaquelein und Stofflet, die Vendée zu verlassen. Charles de Royrand wollte hingegen einen Durchbruch nach Westen versuchen, um eine Verbindung mit der Armee von François Athanase de Charette de la Contrie herzustellen.
Schließlich wurde der Angriff auf Cholet beschlossen und die Armee machte sich auf den Weg. Talmont erreichte es jedoch, mit 4000 Männern der Armee von Bonchamps nach Saint-Florent-le-Vieil aufzubrechen, um Varades einzunehmen.
Auf dem Marsch nach Cholet vermerkte der Offizier Boutiller de Saint-André:

« Je ne vis dans ces hommes jadis si braves, si confiants, que de l’abattement et du désespoir, ils marchaient avec calme et résignation, comme des chrétiens au martyre, mais non plus comme des héros à la victoire. Je me dis : c’en est fait ! La dernière heure de la Vendée est sonnée ... »

„Ich sah in diesen Männern, einst so tapfer, so zuversichtlich, nichts als Mutlosigkeit und Verzweiflung, sie gingen mit Ruhe und Resignation, wie Christen zum Martyrium, aber nicht mehr wie Helden zum Sieg. Ich sagte mir: Es ist vollbracht! Die letzte Stunde der Vendée bricht an ...
 !“

## Die Schlacht

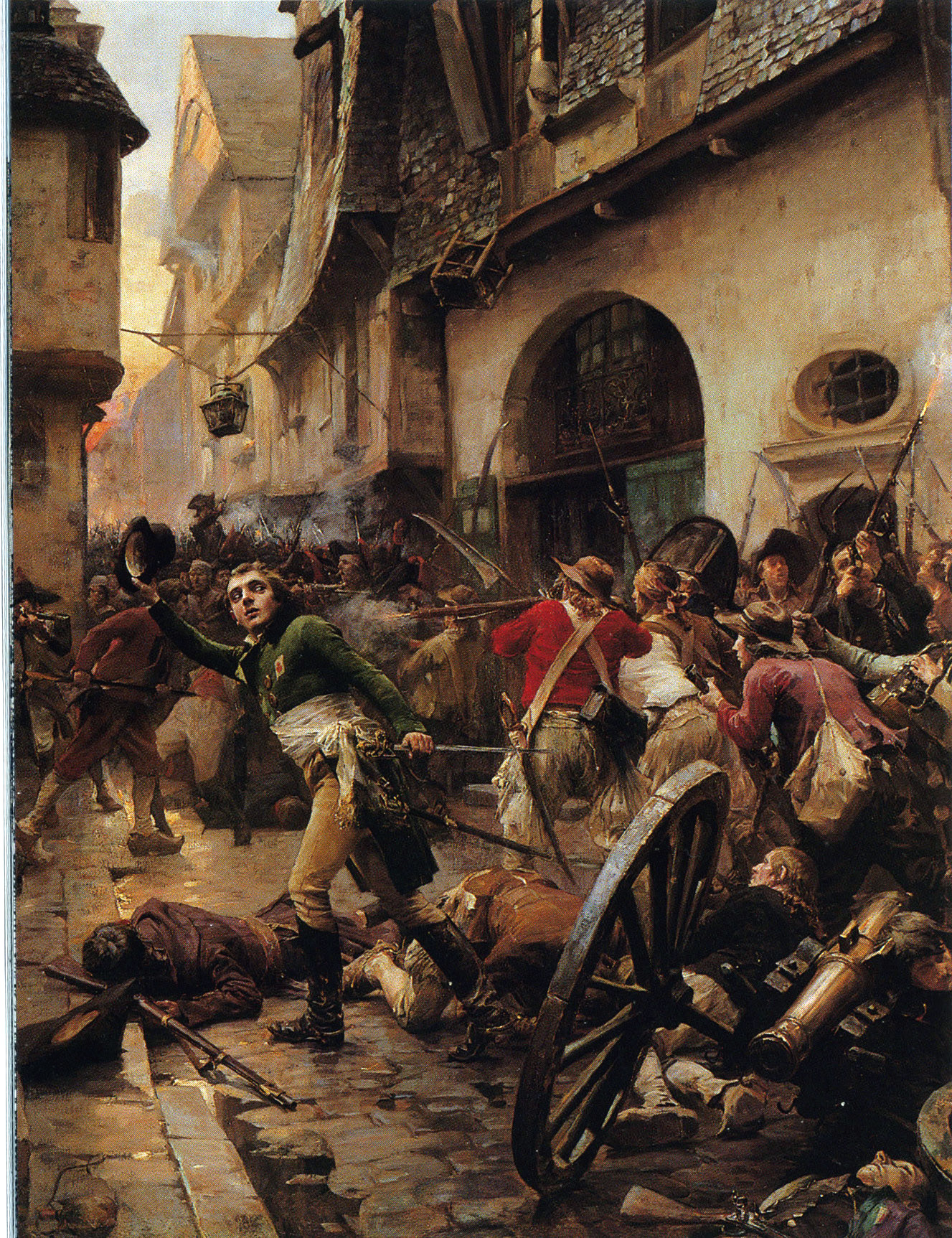
Henri de La Rochejaquelein au combat de Cholet, 17 octobre 1793 (Henri de La Rochejaquelein in der Schlacht bei Cholet, 17. Oktober 1793), Gemälde von Paul-Émile Boutigny.

Am frühen Nachmittag des 17. Oktober wurde die Vendée-Armee in einer Stärke von 40.000 Mann gruppiert und griff die 26.000 bis 27.000 Mann starken republikanischen Linien nördlich von Cholet an.. Schnell gelang es La Rochejaquelein die Vorposten von Beaupuy und Haxo auf dem Gelände der Papinière zurückzudrängen. Die Vendéer setzten dann den dortigen Ginster in Brand, der immense Rauch, der von ihm ausging, hinderte die republikanische Artillerie daran genau zu zielen.
Entgegen ihrer üblichen Taktik rückten die Vendéer wie reguläre Truppen in drei Linien und in enger Formation massiv vor.
Henri de La Rochejaquelein und Charles de Royrand kommandierten die rechte Flanke, Maurice Gigost d’Elbée und Charles Artus de Bonchamps das Zentrum, Stofflet und Gaspard de Bernard de Marigny die linke Flanke. Die Truppen von Marceau wurden von einem Dutzend Kanonen beschossen und begannen zu weichen. Kléber musste die Reserven mobilisieren, die Truppen von Chalbos wurden eingesetzt, Marceau zu unterstützen. Sobald sie jedoch auf dem Schlachtfeld ankamen, flohen die 4.000 Mann der Brigade des Generals François Muller beim Anblick der Masse der ständig vorrückenden Kämpfer aus der Vendée und zogen sich nach Cholet zurück, was dort große Verwirrung verursachte.
Jean-Baptiste Carrier hatte selbst die Flucht ergriffen.
In Bois-Grolleau konnten sich Louis Antoine Vimeux und Marc Amand Élisée Scherb gegen Jean-Nicolas Stofflet und Bernard de Marigny durchsetzen. In La Treille hingegen wichen die Truppen von Nicolas Haxo und Michel de Beaupuy den Truppen von Henri de La Rochejaquelein und Charles de Royrandund aus und zogen sich in die Vororte von Cholet zurück. Jean-Baptiste Kléber stieß dann zu dieser Flanke, gruppierte einige Bataillone seiner Reserven sowie das 109e régiment d’infanterie de ligne um und befahl ihnen, die Linien der Vendéer zu umgehen, um sie von hinten anzugreifen. Der Befehl wurde korrekt ausgeführt, die Vendéer glaubten beim Anblick dieser Truppe, die sie von der Flanke aus angegriffen, dass eine neue republikanische Armee als Verstärkung gekommen sei und sie zögerten. Dem Gegenangriff der Republikaner konnten sie eine Zeit lang Widerstand leisten, aber angesichts der Übermacht der Truppen von Jean-Baptiste Kléber, Antoine Bard und Michel de Beaupuy gerieten sie schließlich in Panik und flohen.
Im Zentrum hatte Marceau seine Artillerie hinter der Infanterie stationiert. Als die Vendéer den Angriff begannen, zog Marceau seine Infanterie zurück und demaskierte im letzten Moment seine Kanonen. Das massierte Gewehrfeuer mähte eine große Anzahl von vendiéeischen Soldaten nieder. Überrascht ergriff das weiße Zentrum die Flucht, während die republikanische Infanterie einen Gegenangriff startete. D’Elbée und Bonchamps wussten, dass der Sieg zum Greifen nah war und mit einigen hundert Reitern und Infanteristen versuchten sie, ihre Truppen zu sammeln, aber ohne Erfolg. Schließlich fanden sie sich fast von den Republikanern umgeben. Zurückgeschlagen und schwer verwundet, fielen d’Elbée und Bonchamps fast gleichzeitig aus. Die letzten der Vendéer flohen dann und nahmen ihre verwundeten Anführer mit. Die Flucht wurde schließlich allgemein und schon waren die Schreie „à la Loire“ zu hören. In Pontreau gelang es den Truppen von Lyrot und Piron de La Varenne jedoch, rechtzeitig einzugreifen, um den Rückzug der Armee nach Beaupréau zu schützen.
Jean-Baptiste Kléber bemerkte später dazu:

« Les rebelles combattaient comme des tigres et nos soldats comme des lions »

„(Die Rebellen kämpften wie die Tiger, unsere Soldaten wie die Löwen)“

.

## Die Überquerung der Loire

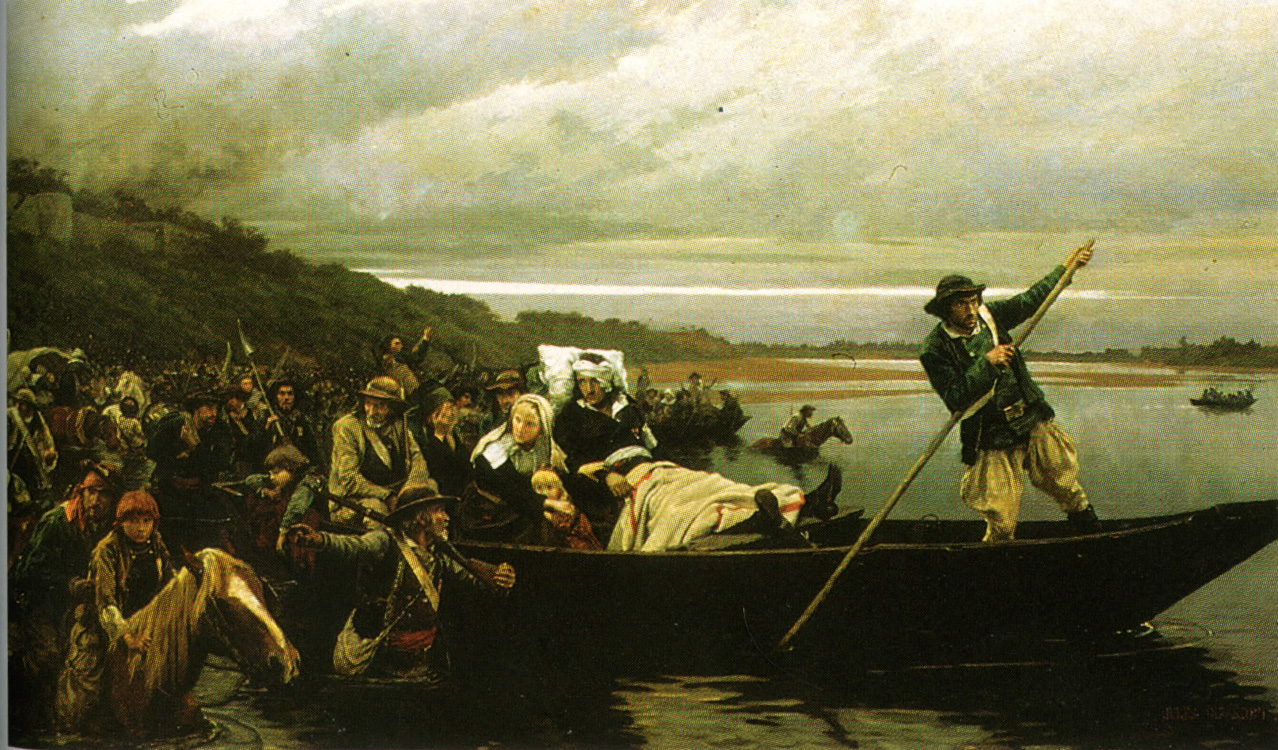
Der verwundete Général Lescure überquert bei Saint-Florent die Loire.

Als die Vendée-Generäle in Beaupréau ankamen, beschlossen sie jedoch, nicht in der Stadt zu bleiben und die gesamte Armee zog nach Saint-Florent-le-Vieil weiter, um die Loire zu überqueren. Da die Expedition von Antoine-Philippe de La Trémoïlle und Charles Marie de Beaumont d’Autichamp in Varades ohne weiteres Erfolg hatte, war der Einmarsch in die Bretagne frei.
Nur Maurice Gigost d’Elbée, schwer verwundet, folgte nicht der Armee. Eine kleine Anzahl von Soldaten aus der Vendée führte ihn nach Westen zur Armee von François Athanase Charette de La Contrie, wo er in Noirmoutier-en-l'Île Zuflucht nehmen musste.
In der Zwischenzeit war die republikanische Armee nach Cholet zurückgekehrt. François-Joseph Westermann hingegen, der während der Schlacht als Nachhut in Châtillon-sur-Sèvre geblieben war, wollte die Verfolgung der Vendéer aufnehmen. Gefolgt von den Truppen von Michel de Beaupuy und Nicolas Haxo, hatte er einen Zusammenstoß mit den 8000 Mann der Vendée-Nachhut, aber es gelang ihm in Beaupréau einzudringen. Die Stadt war jedoch verlassen, mit Ausnahme von 400 verwundeten Soldaten aus der Vendée, die als Vergeltung für das Massaker an verwundeten Republikanern während des Gefechts bei Pallet getötet wurden.
Während des ganzen Tages des 17. und 18. Oktober fuhren die Boote der Vendéer unaufhörlich auf dem Fluss hin und her, um die Armee der Vendée in Begleitung von Zehntausenden von Verwundeten, alten Menschen, Frauen und Kindern in Sicherheit zu bringen. Die Vendéer hatten auch 4000 bis 5000 republikanische Gefangene mitgebracht, konnten sie nicht über die Loire bringen und die Offiziere wussten nicht, was sie mit ihnen machen sollten.

## Die Gnade von de Bonchamps

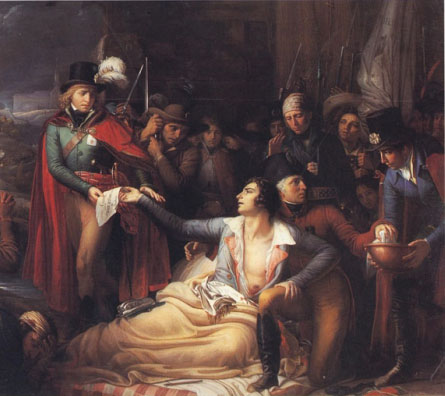
Mort de Bonchamps (Tod von de Bonchamps – Detail), Gemälde von George Degeorge, 1837.

Die Ehefrau von Général Louis de Salgues de Lescure, Victoire de Donnissan de La Rochejaquelein schrieb in ihren Memoiren:

„Mr. Cesbon d’Argognes, ein alter Chevalier de Saint-Louis, hatte sie angeführt. Er war ein sehr harter Mann, er hatte neun von ihnen auf dem Weg erschossen, als sie zu fliehen versucht hatten. Sie konnten nicht weiter geschleppt werden, noch konnte man sie dazu bringen, den Fluss zu überqueren. Was soll man mit den vier- bis fünftausend Gefangenen in Saint-Florent machen? Das war die Sorge der Offiziere; ich war anwesend, und sie waren sich alle einig, dass sie sofort erschossen werden sollten; das war die allgemeine Meinung, aber dann fragten sie: "Wer wird gehen und den Befehl geben?" Einer sagte, dass diese unglücklichen Menschen, von denen die meisten vor vier oder fünf Monaten gefasst worden waren, nicht die Ursache der Massaker waren, dass dieses schreckliche, kaltblütige Gemetzel seine Kräfte übersteigt; ein anderer sagte, dass es sozusagen die von den Blauen begangenen Gräuel legitimieren würde; dass es die Wut der Patrioten verdoppeln und sie daran hindern würde, irgendeinem Lebewesen in der Vendée, wo mehr als die Hälfte der Einwohner noch lebt, Gnade zu geben. Da schließlich niemand einen solch barbarischen Beschluss durchsetzen wollte, zog sich jeder Offizier ohne einen Befehl zurück. M. de Lescure hatte an keinen Beratungen teilnehmen können, er lag auf einer Matratze und ich saß auf ihr als sie über die Tötung der Gefangenen sprachen, nur ich konnte ihn hören als er zwischen den Zähnen sagen: "Was für ein Horror...“

Die Anwesenheit der in der Kirche und in der Abtei Saint-Florent eingesperrten republikanischen Gefangenen blieb den Soldaten der Vendée jedoch nicht verborgen. Sie versammelten sich richteten ihre Kanonen auf die Kirche und forderten Repressalien für ihre verwundeten Generäle und die von den republikanischen Truppen begangenen Verwüstungen.
Charles de Bonchamps war in ein Haus in Saint-Florent-le-Vieil transportiert worden. Im Kampf schwer verwundet, lag er im Sterben als er erfuhr, dass die republikanischen Gefangenen hingerichtet werden sollten. Er wandte sich an seinen Vertreter, Charles Marie de Beaumont d’Autichamp und bat ihn, Gnade für die Gefangenen zu erlangen. Die Marquise de Bonchamps, Ehefrau des Generals, schrieb in ihren Memoiren:

„Die Wunde war so schwer, dass sie keine Hoffnung ließ. M. de Bonchamps erkannte es an der dunklen Traurigkeit, die über alle Anwesenden herrschte; er versuchte, den Schmerz seiner Offiziere zu lindern; dann drängte er darauf, dass die letzten Befehle, die er geben wollte, ausgeführt werden sollten und befahl sofort, den Gefangenen in der Abtei das Leben zu schenken. Dann wandte er sich an d’Autichamp und fügte hinzu: "Mein Freund, dies ist sicherlich der letzte Befehl, den ich Ihnen geben werde, lassen Sie mir die Gewissheit, dass er ausgeführt wird.“

Charles Marie de Beaumont d’Autichamp begab sich dann in den Norden der Stadt, wandte sich an die Soldaten der Vendée und las den Brief von de Bonchamps vor:

„Kameraden, ihr habt mir bis heute gehorcht, das ist die letzte Order meines Lebens; als euer Kommandant befehle ich euch, meine Gefangenen zu begnadigen. Wenn der Befehl eines sterbenden Führers keine Macht mehr über euch hat, bitte ich euch im Namen der Menschheit, im Namen Gottes für den ihr kämpft! Genossen, wenn ihr meinen Befehl und mein Gebet missachtet, werde ich mich unter meine Gefangenen tragen lassen und eure ersten Schläge werden auf mich fallen“

.
Anschließend rief er aus: ”Gnade den Gefangenen, de Bonchamps befiehlt es, der sterbende de Bonchamps will es“.
Da de Bonchamps von seinen Soldaten sehr geliebt wurde, gehorchte man ihm und die Gefangenen wurden freigelassen. De Bonchamps erlag am 18. Oktober, gegen 23 Uhr in La Meilleraie seinen Wunden. Sein Grab findet sich in der Abteikirche der Benediktinerabtei von Saint-Florent-le-Vieil.

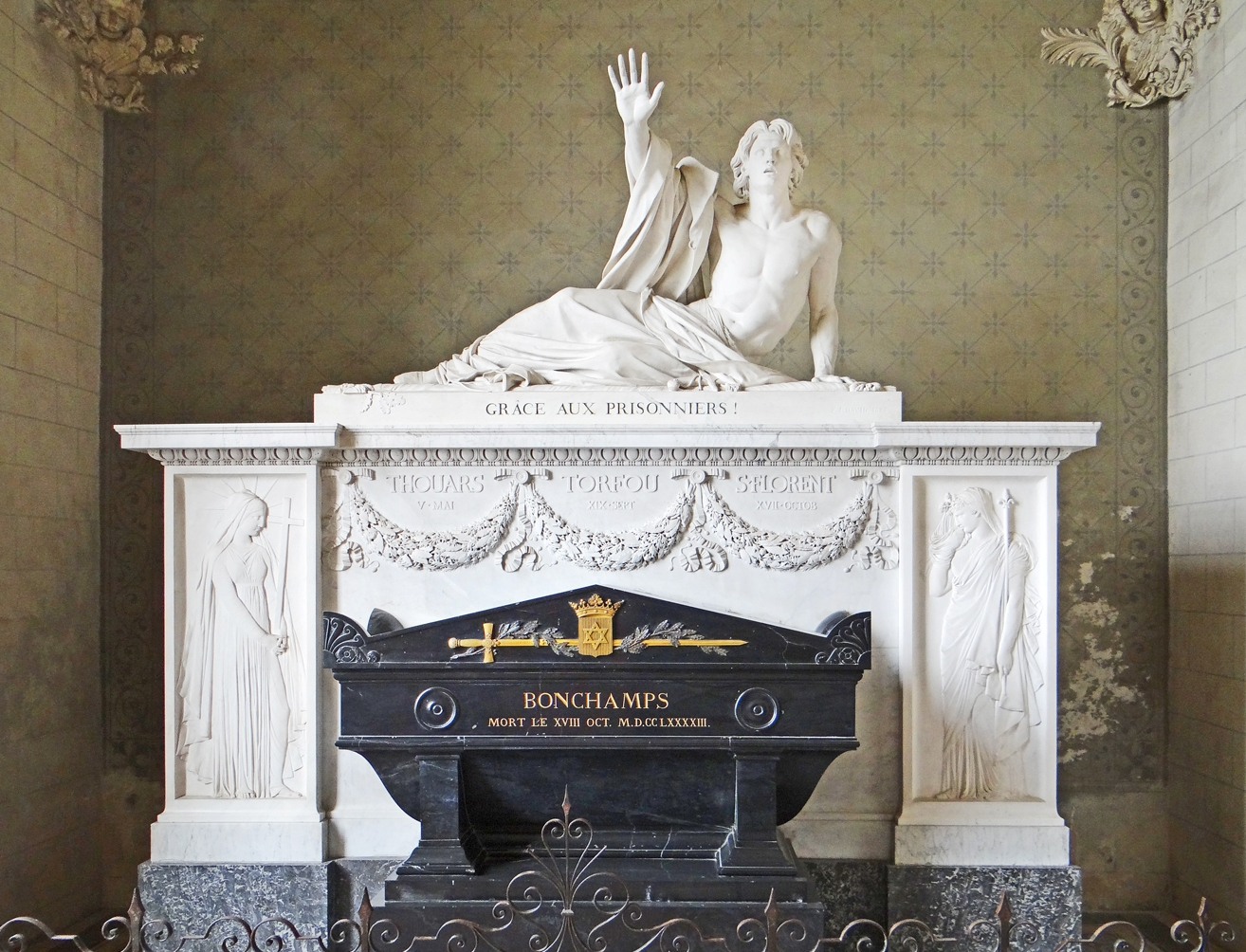
Grabmal von de Bonchamps mit der Inschrift „Gnade den Gefangenen“

## Virée de Galerne
Die Republikaner jubelten nach dem Sieg bei Cholet in der Überzeugung, dass der Krieg definitiv gewonnen sei und die letzten Vendéener, die an der Loire in die Enge getrieben wurden, leicht vernichtet werden könnten. Am 21. Oktober schrieben die Repräsentanten aus Angers an den Wohlfahrtsausschuss:

« La Convention a voulu que la guerre de la Vendée fût terminée avant la fin d’octobre, et nous pouvons lui dire aujourd’hui qu’il n’existe plus de Vendée [...] Une solitude profonde règne actuellement dans le pays qu’occupaient les rebelles [...] Nous n’avons laissé derrière nous que des cendres et des cadavres. »

„Der Konvent wollte, dass der Krieg in der Vendée Ende Oktober vorbei ist und wir können ihm heute sagen, dass es keine Vendée mehr gibt [...] In dem von den Rebellen besetzten Land herrscht nun eine tiefe Einsamkeit [...] Wir haben nur noch Asche und Leichen hinterlassen.“

Am 19. Oktober, um 3 Uhr am Morgen, drang ein Détachement Husaren unter dem Capitaine Hauteville in Saint-Florent-le-Vieil ein, fanden den Ort jedoch verlassen vor. Alle Vendéer waren nach Norden zur Loire gezogen. Die gesamte republikanische Armee folgte schnell, aber da die Umgebung leer war, mussten die republikanischen Offiziere zugeben, dass es den Vendéern tatsächlich gelungen war, den Fluss zu überqueren, was sie in so kurzer Zeit für unmöglich gehalten hatten.
Napoleon I. wird sagen:

« Mes ingénieurs sont des hommes habiles, mais à Saint-Florent les Vendéens furent des Sylphes. »

„Meine Ingenieure sind geschickte Männer, aber in Saint-Florent waren die Vendéer wie die Sylphen.“

Die freigelassenen republikanischen Gefangenen wurden schnellstens zurückgebracht. Merlin de Thionville schrieb an den Wohlfahrtsausschuss:

« D’Elbée est blessé à mort. Bonchamps n’a plus que quelques heures à vivre. Ces lâches ennemis de la Nation ont, à ce qui se dit ici, épargné plus de quatre mille des nôtres qu’ils tenaient prisonniers. Le fait est vrai, car je le tiens de la bouche même de plusieurs d’entre eux. Quelques-uns se laissaient toucher par ce trait d’incroyable hypocrisie. Je les ai pérorés, et ils ont bientôt compris qu’ils ne devaient aucune reconnaissance aux Brigands … Des hommes libres acceptant la vie de la main des esclaves! Ce n’est pas révolutionnaire … N’en parlez pas même à la Convention. Les Brigands n’ont pas le temps d’écrire ou de faire des journaux. Cela s’oubliera comme tant d’autres choses. »

„D’Elbée ist zu Tode verwundet. Bonchamps hat nur noch wenige Stunden zu leben. Diese feigen Feinde der Nation haben, so heißt es hier, mehr als viertausend unserer Leute verschont, die sie gefangen hielten. Das ist wahr, denn ich habe es aus dem Mund vieler von ihnen gehört. Einige von ihnen ließen sich von diesem Charakterzug unglaublicher Heuchelei berühren. Ich sprach zu ihnen und sie merkten bald, dass sie den Räubern keinen Dank schuldig waren ... Freie Menschen, die das Leben durch Sklaven akzeptieren! Es ist nicht revolutionär ... Erwähne es nicht einmal vor dem Konvent. Die Räuber haben keine Zeit, zu schreiben oder Aufzeichnungen zu machen. Sie werden, wie so viele andere Dinge, vergessen werden.“

Doch entgegen den Hoffnungen der Republikaner war der Vendée-Krieg nicht beendet, eine neue Kampagne, die Virée de Galerne begann, drohte die Bretagne und die Comté du Maine in Aufruhr zu versetzen und den Krieg nördlich der Loire zu verlängern – Général Kléber erklärte:

« Vive la République! La guerre de la Vendée est finie ... Hélas ! Elle n’avait fait que changer de théâtre. »

„Es lebe die Republik! Der Krieg in der Vendée ist vorbei ... Ach! Er hat nur das Theater gewechselt.“

Koordinaten: 47° 3′ 36″ N, 0° 52′ 42″ W